# Derwent Bridge
Derwent Bridge ist eine Kleinstadt im Westen des australischen Bundesstaates Tasmanien. Sie liegt an der Südostecke des Cradle-Mountain-Lake-St.-Clair-Nationalparks und an der Südspitze des angrenzenden Walls-of-Jerusalem-Nationalparks. Die Stadt am Derwent River bildet die Nahtstelle des Lake St. Clair (im Norden) und des Lake King William im Süden. Dort findet sich auch die Butlers Gorge Power Station.
Der Lyell Highway führt durch Derwent Bridge, in Richtung Westen für 114 km die letzte Siedlung vor dem Linda Valley in der West Coast Range. Früher gab es am Lyell Highway auf diesem Straßenabschnitt zwischen dem Franklin-Gordon-Wild-Rivers-Nationalpark und dem Cradle-Mountain-Lake-St.-Clair-Nationalpark noch eine Reihe einzelner Häuser, die aber bei Errichtung der Nationalparks abgerissen wurden.
Heute findet man in Derwent Bridge nicht nur die Brücke gleichen Namens, sondern auch Übernachtungsmöglichkeiten und ein Pub an der Straße.
Derwent Bridge diente als wichtigster Drehort für das Fernsehdrama The Last Confession of Alexander Pearce, ein Film über den Kannibalen Alexander Pearce, einem britischen Sträfling aus der frühen europäischen Zeit Tasmaniens.